# Nibe Festival
55°37′18″N 12°4′36″Ø / 55.62167°N 12.07667°Ø
Nibe Festival er den 6. største musikfestival i Danmark. Der bliver spillet musik i forskellige genrer, men overvejende pop og rock fordelt på omkring 80 koncerter i løbet af festivalen på fire forskellige
- Stor Scene
- Blå Scene
- Reservatet
- Den Lille Fede
- Grøn Scene

Nibe Festival startede i 1985, hvor den første festivalscene var på en gammel lastbil. Festivalen afholdes hvert år i uge 26 eller uge 27 - alt afhængigt af skolernes sommerferie. Festivalen afholdes i Skalskoven i Nibe.
Knap 5.000 frivillige medhjælpere arbejder før, under og efter festivalen. I 2023 havde Nibe Festival et rekordoverskud på 3,6 millioner. Festivalen er non-profit og alt overskud går til velgørende formål.
Den nuværende festivalleder er Peter Møller Madsen.
Fakta omkring Nibe Festival
- Nibe Festival har cirka 5.000 frivillige medhjælpere
- Cirka 18.000 besøgende om dagen

## Oversigt over Nibe Festival igennem årene
| År   | Datoer             | Gæster                        | Hovednavne | Omsætning i kr.                             |  |
| ---- | ------------------ | ----------------------------- | --- | ------------------------------------------- |  |
| 1985 | 1. juni            | 400                           | Humphrey, The Bats, Showgruppen og Hexan |                                             |  |
| 1986 | 31. maj            |                               | Decibel, The Bats, Kaj og Stjernerne og Hexan | 40.000                                      |  |
| 1987 | 13. juni           | 800                           | The Bats, One Flee, To Generationer Spiller Ud og Tifon | 75.00                                       |  |
| 1988 | 14. maj            | 3.000                         | Lars Lilholt, The Bats, Bushbeaters og Jan Larsen Band | 150.000                                     |  |
| 1989 | 19.–20. maj        | 6.000                         | The Well, Lars Lilholt, Johnny Madsen, The Bats og Bongoes 62 | 200.000                                     |  |
| 1990 | 10.–12. maj        | 10.000                        | Dr. Hook feat. Ray Sawyer, Henning Stærk, Lars H.U.G og Poul Krebs | 500.000                                     |  |
| 1991 | 7.–9. juni         |                               | Suzi Quatro, Albert Lee, Sko/Torp, Allan Olsen og Johnny Madsen |                                             |  |
| 1992 | 23.–25. juni       |                               | Lars Lilholt, Malurt, Sweethearts, Eddy The Chief Clearwater og Poormouth                                                                                                |                                             |  |
| 1993 | 1.–3. juli         | 6.000                         | Big Fat Snake, Henning Stærk, Daltons, Holmes Brothers og Poormouth | 800.000                                     |  |
| 1994 | 30. juni – 2. juli | 10.000                        | Kim Larsen, Lars Lilholt, Big Fat Snake, Poul Krebs og Paul Lamb & The Kingsnakes                                                                                        |                                             |  |
| 1995 | 29. juni – 1. juli | 12.000                        | Smokie, Lars Lilholt, tv·2, Johnny Madsen og Poul Krebs |                                             |  |
| 1996 | 27.–29. juni       | 13.000                        | Dizzy Mizz Lizzy, Walter Trout, Moonjam, Humleridderne og Gnags | 3.234.484                                   |  |
| 1997 | 26.–28. juni       | 13.000                        | Chris Jagger, Wolfstones, Thomas Helmig, Danseorkesteret og Sanne Salomonsen                                                                                             | 3.796.363                                   |  |
| 1998 | 25.–27. juni       | 15.000                        | Mick Taylor, Den Gale Pose, Kashmir, tv·2 og Michael Falch | 4.500.000                                   |  |
| 1999 | 24.–26. juni       | 17.000                        | Big Fat Snake, Infernal, Level 42, Sanne Salomonsen og Johnny Madsen | 6.000.000                                   |  |
| 2000 | 21.–24. juni       |                               | Status Quo, D-A-D, Eric Gadd, Gnags og Anne Linnet | 7.000.000                                   |  |
| 2001 | 27.–30. juni       | 6.000 - 7.000 gæster hver dag | Runrig, Sort Sol, Earl Thomas, Shu-bi-dua og Tim Christensen | 8.058.224                                   |  |
| 2002 | 26.–29. juni       | 24.000                        | Safri Duo, Thomas Helmig, Carpark North, Patrik Isaksson og C.V. Jørgensen                                                                                               | 9.000.000                                   |  |
| 2003 | 25.–28. juni       | 24.000                        | Kim Larsen, Nik & Jay, C21, Kaizers Orchestra og Runrig |                                             |  |
| 2004 | 23.–26. juni       |                               | Outlandish, The Raveonettes, The Cardigans, Swan Lee og Shu-bi-dua | 11.700.000                                  |  |
| 2005 | 29. juni – 2. juli | 25.000                        | Brian McFadden, Beth Hart, Ana Johnsson, Kashmir og Peter Sommer | 12.519.327                                  |  |
| 2006 | 28. juni – 1. juli | 27.000                        | Simple Minds, Kaizers Orchestra, Tina Dickow, Magtens Korridorer og D-A-D                                                                                                | 15.000.000                                  |  |
| 2007 | 4.–7. juli         | 27.650                        | The Ark, Thin Lizzy, Dúné, Volbeat og Nephew |                                             |  |
| 2008 | 2.–5. juli         |                               | Kent, Sheryl Crow, The Rasmus, Alphabeat og L.O.C. | 18.000.000                                  |  |
| 2009 | 1.–4. juli         | Alt udsolgt                   | Katy Perry, Bloodhound Gang, Amy MacDonald, Milow Aqua og Nephew | 20.000.000                                  |  |
| 2010 | 30. juni – 3. juli |                               | Dizzy Mizz Lizzy, Scissor Sisters, Kim Larsen & Kjukken, og Magtens Korridorer                                                                                           |                                             |  |
| 2011 | 29. juni – 2. juli |                               | Erik Hassle, L.O.C., Kim Larsen & Kjukken, Aqua og Morten Breum | 23.000.000                                  |  |
| 2012 | 4.–7. juli         |                               | D-A-D, Lars Lilholt, Rasmus Seebach, og Gavin Degraw |                                             |  |
| 2013 | 3.–6. juli         |                               | Cee Lo Green, Kesha, Lukas Graham, Alina Devecerski og Mads Langer | 24.000.000                                  |  |
| 2014 | 2.–5. juli         |                               | The Offspring, Suede, Suspekt, James Arthur, Shaka Loveless og Christopher                                                                                               |                                             |  |
| 2015 | 1.–4. juli         |                               | Marina & The Diamonds, L.O.C., Katie Melua, Dizzy Mizz Lizzy og James Bay                                                                                                |                                             |  |
| 2016 | 29. juni – 2. juli |                               | Volbeat, House of Pain, Rasmus Seebach, Dizzy Mizz Lizzy, Walk off the Earth, Nik & Jay, Suspekt, Nico & Vinz, Christopher, Kim Larsen & Kjukken                         | 29.500.000                                  |  |
| 2017 | 28. juni – 1. juli |                               | Bryan Adams, Rae Sremmurd, Emeli Sandé, D-A-D, Dúné, Nik & Jay, Suspekt, Folkeklubben, Carpark North, Kim Larsen & Kjukken, L.O.C, Magtens Korridorer, tv·2              | 31.000.000                                  |  |
| 2018 | 4.-7. juli         |                               | The Script, Big Boi, Thomas Helmig, Dizzy Mizz Lizzy, Magtens Korridorer, Rasmus Seebach, Carpark North, Martin Jensen, Aqua, Turboweekend, mew                          |                                             |  |
| 2019 | 3.-6. juli         |                               | Westlife, MØ, TopGunn, Nephew, Nik & Jay, Suspekt, Ude Af Kontrol, Italobrothers, Martin Jensen, L.O.C., Turboweekend, Benal, Benal, tv·2, KATO, Gnags                   |                                             |  |
| 2020 | 1-4 Juli           | Aflyst / 0                    | 2021 (Som "Lyden af Nibe") - Alt udsolgt / 8000 | 1.-4. juli                                  |  |
| 2022 | 29. juni - 2. juli |                               | The Black Eyed Peas, Carly Rae Jepsen, Tom Jones, Rasmus Seebach , Suspekt, Dizzy Mizz Lizzy, Martin Jensen, D-A-D                                                       |                                             |  |
| 2023 | 28. juni - 1. juli | Totalt udsolgt                | One Republic, Zara Larsson, The Minds of 99, Lukas Graham, Nik & Jay, Tobias Rahim, Suspekt (surprisekoncert), L.O.C.,                                                   | 3,6 mil. i overskud til almennyttige formål |  |
| 2024 | 3. - 6. juli       | Totalt udsolgt                | The Chainsmokers, James Blunt, Ronan Keating, Suspekt, Ukendt Kunstner, Rasmus Seebach, Jonah Blacksmith, Saint Clara, Andreas Odbjerg, D-A-D og Benjamin Hav & Familien |                                             |  |
| 2025 | 2. - 5. juli       |                               | Anastacia, Medina, The Minds of 99, TopGunn, Nik & Jay, Birthe Kjær, Lars Lilholt Band, Kesi, Lamin, Tv-2, Noah Carter, Christopher, Saveus, Dean Lewis og Emil Lange    |                                             |  |

### Nibe Festival historie

#### Nibe Festival 1985-1990
1985
1985 var året Nibe Festival blev født. Dengang bestod festivalen af en endags-koncert med lokale bands, der blev arrangeret på en blokvogn på Dyrskuepladsen på Løgstørvej i Nibe. Anledningen til festivalen var FN’s beslutning om at gøre 1985 til International Ungdomsår, hvor alle landets kommuner opfordrede unge mennesker til at komme med nye initiativer og idéer til kommunerne.
Torben Jakobsen fik i den forbindelse idéen til at starte festivalen op, og der blev dannet en gruppe unge mennesker som gerne ville give en hånd med.
Efter mødet på Nibe Rådhus gik Torben Jakobsen skråt over vejen hen til Jernbanekroen i Nibe. Her mødte han Peter Møller Madsen, som han havde kendt i mange år, og fortalte ham om planen omkring festivalen, hvilket Peter Møller Madsen var med på. Peter Møller Madsen boede på det tidspunkt i kollektivet Driv. Kollektivet holdt meget sammen med et andet af byens daværende kollektiver Aktiv. Fra disse kollektiver samt fra Torbens og Peters vennekreds blev siden rekrutteret flere personer, som blev væsentlige nøglepersoner i festivalen. Kliken - der i øvrigt stadig holder sammen - gik under navnet "The Weasels“. Herfra blev rekrutteret Peter Møller Madsen, Knud Tobiasen, Michael Breuer, Henning Christensen, Anders Kristensen, Flemming Ditlev og Allan Kirkeby.
Nibe Festival blev afviklet den 1. Juni fra 14.00 til 21.00, og på plakaten var Humphrey, The Bats, Showgruppen og Hexan. Festivalen trak cirka 400 mennesker til og selvom der var gratis entré blev der skabt overskud på et par tusinde kroner. Hermed var grundstenen lagt til den nutidige festival.
Efter festivalen i 1985 blev der dannet en forening ved navn Sildefestivalen, og dens første medlemmer bestod af Torben Jakobsen (formand), Peter Møller Madsen, Lars Frandsen, Jens & Søren Askehave, Susanne Chessni og Astrid Sindbjerg.
1986
Den anden Nibe Festival, der blev afholdt i den nordjyske by Nibe lignede på mange måder den første festival i 1985. Den blev holdt samme sted, men havde flere lokale bands fra Nibe og Aalborg omegnen.
Koncerterne blev igen i 1986 spillet på blokvognsscenen. Nibe Festival havde en ambition om at være en familiebegivenhed, og derfor blev der i 1986 leveret en container med sand, så børnene kunne lege med plastikredskaber, som festivalen også havde indkøbt til årets Nibe Festival.
1987
Nibe Festival 1987 var den tredje musikfestival i Nibe.
Da regnskabet efter den tredje afholdelse af Nibe Festival blev gjort op, viste det en omsætning på 75.000 kr. og et mindre underskud. Det skræmte dog slet ikke arrangørerne, da man stadig havde en underskudsgaranti på 7.000 kr. som festivalen havde fået i anledning af det Internationale Ungdomsår tilbage fra 1985.
Festivalen 1987 blev afholdt den 13. juni. Blokvognens tid var ovre, til fordel for et telt med plads til 800 mennesker, derudover var der også opstillede et par toiletvogne til årets festival. Det viste sig at være en god beslutning at afholde koncerterne i et telt i 1987, da vejret ikke viste sig fra sin bedste side, som det havde gjort både i 1985 og 1986.
Publikum kunne igen opleve The Bats, Giraf, One Flee, To Generationer Spiller Ud samt flere lokale artister. I samarbejde med den lokale kunstner Thorvald Odgaard fik Nibe Festival i 1987 også deres første maskot, som var en vandmand, og den dag i dag er Thorvald Odgaard festivalens ”huskunstner”.
1988
Jan Sandberg var til årets festival i 1988 trådt i karakter som blandt andet musikbooker, han leverede Nibe Festivals første professionelle musik-navn: Lars Lilholt. I forbindelse med hans job i Dreamlandstudiet i Nibe fik han dermed sat gang i de større danske navne til festivalen.
Festivalen blev afholdt den 14. maj og udover Lars Lilholt spillede blandt andet Bushbeaters, Jan Larsen Band og naturligvis The Bats. Arrangørerne anslog at cirka 3.000 oplevede koncerten med Lars Lilholt på festivalens eneste scene, som i år var opbygget i et stort lejet cirkustelt. Omsætningen til årets festival blev til 150.000 kr.
Vandmanden som var festivalens logo blev desuden brugt for sidste gang til festivalen 1988.
1988 blev også den sidste festival med initiativtageren Torben Jakobsen som formand og medlem af bestyrelsen, da han ønskede at koncentrere sig mere om sit studie samt familieliv. Formandsposten blev overtaget af Astrid Sindbjerg.
Torben Jakobsen er med tiden vendt tilbage til Nibe Festival og hjælper frivillig til med diverse opgaver i relation til staben af frivillige medhjælpere.
1989
På blot fire år kunne man konstatere at publikumstallet var steget voldsomt fra godt 400 til omkring 6.000 gæster i 1989. For første gang blev festivalen afviklet over to dage – 19. Og 20. Maj. Om fredagen blev der spillet koncerter med lokale bands og om lørdagen spillede de større danske navne og The Well fra Norge.
Det første udenlandske navn blev præsenteret, The Well fra Norge, og ellers blev større danske navne som Lars Lilholt og Johnny Madsen også præsenteret. Lokale bands spillede atter engang op til fest, deriblandt The Bats, Bongoes 62 og Hank and The Heros.
Festivalen omsatte for 200.000 kr. i 1989. Nibe Boldklub stillede for første gang med medhjælpere der muliggjorde at der på Dyreskuepladsen i Nibe var blevet indrettet en række aktiviteter til børn og voksne.
1990
Den 6. Nibe Festival i 1990 blev afviklet i dagene 10., 11. og 12 maj, og efter dette års festival lå det i kortene at arrangørerne ville imødekomme den stadig stigende interesse for en festival i den lille Limfjordsby.
Peter Møller Madsen stod nu som festivalformand, og i år havde Nibe Festival fået den amerikanske Dr. Hook ft. Ray Sawyer til festivalen, der vakte stor begejstring fra publikum. Fra den danske musikscene spillede blandt andet Henning Stræk, Lars H.U.G, Poul Krebs og Master Fatman.
I 1990 trak de i de tre dage omkring 10.000 gæster – hvoraf de 8.000 for første gang havde betalt et mindre beløb i entré for at deltage. Torsdag var gratis. Fredag kostede 40 kr. ved indgangen, og lørdag kostede 50 kr. ved indgangen.
Selve budgettet for festivalen var på en halv million kr. og arrangørerne begyndte at ane at hvis interessen for Nibe Festival blev ved med at stige, måtte de finde en anden beliggenhed for festivalen.

#### Nibe Festival 1991 - 1996
1991
Det startede godt for den 7. Nibe Festival, der havde op til festivalen fået tilladelse til at flytte til Nibe Station. Musikbudgettet var stort i år og festivalen havde booket mange store navne.
De udenlandske hovednavnene i år var blandt andet Suzy Quatro (US), Steve Harley (UK) og Albert Lee (UK) der var blevet hentet til festivalen. Af danske kunstnere spillede Sko/Torp, Allan Olsen og Johnny Madsen.
Festivalen blev afholdt i dagene 7. – 9. juni, og i år blev der også for første gang etableret et camping område, bestyret af Nibe Roklub.
Gæsterne kunne desuden opleve tre teltscener på festivalpladsen, deriblandt et stort telt med plads til mange. Vejret var ikke med festivalen – der var køligt og regnen silede ned og gæsterne svigtede. Festivalbestyrelsen måtte konstatere et underskud til årets festival, hvorefter de måtte ligge meget arbejde i at komme stærkt tilbage til næste festival.
1992
Til den 8. Nibe Festival i 1992 gik det langt bedre end sidste år.
Festivals arrangørerne havde i løbet af året kæmpe sig tilbage og fået modet til endnu engang at arrangerer festivalen, dog var der gearet voldsomt ned for ambitionerne.
Musikbudgettet var blevet skåret ind til benet i forhold til sidste år, og den store udendørsteltscene var blevet pillet ned til fordel for tre mindre teltscener, og selve festivalområdet var skrumpet ind.
I år blev festivalen afholdt i dagene 23. – 25. juli, og der blev satset i stor grad på danske navne som Lars Lilholt, Malurt, Sweethearts og Allan Olsen. Dog havde de fået udenlandske navne hjem som den irske Poormouth og den amerikanske Eddy The Chief Clearwater.
Festivalen i år havde fået en enorm opbakning fik de hjælpende foreninger i Nibe, som Nibe Boldklub, Nibe Håndboldklub og Nibe Roklub, der i alt havde stillet med 300 medhjælpere til Nibe Festival.
1993
Peter Møller Madsen, der nu var festivalformand, havde svært ved at få armene ned efter Nibe Festival 1993. I år var festivalen lagt i dagene 1. – 3. juli.
På grund af renovering af Nibe Station, var festivalen i år rykket tilbage til Dyreskuepladsen i Nibe. Nibe Festival tiltræk i 1993 ca. 6.000 gæster til Dyreskuepladsen
I år kunne festivalen præsentere navne som Henning Stærk,Daltons og det relative nystartet band, Big Fat Snake.
I 1993 blev udvalget af alkohol også udvidet til datidens store ”dille”: Shots og slammers. Desuden udtalte Peter Møller Madsen til et avis interview, at han spåede at om fem år, lagde festivalen i Skalskoven. Det viste sig at det først blev i 1999 – seks år efter, at formanden havde løftet sløret for bestyrelsens ”skumle” planer.
1994
Den 10. festival i 1994 blev afviklet fra den 30. juni – 2. juli hvor det i år blev til rekordernes år – både hvad angik publikumsantal og omsætning.
I år fik festivalen også kælenavnet ”Den Lille Fede”. Årets plakat blev tegnet af Thorvald Odgaard, og i år som motiv havde han valgt en lut-spillende gris, derved også det nye kælenavn til festivalen. Ideen til grisen fik Thorvald Odgaard, da et kalkmaleri af et vildsvin bevæbnet med en armbrøst blev afdækket under restaurering af Nibe Kirke.
Den Lille Fede måtte om lørdagen inden koncert med Kim Larsen melde alt udsolgt, hvilket ikke var sket før. Til den 10. festival havde de hentet navne hjem som Paul Lamp & The Kingsnakes og Mr. Thing & The professional Human Beings fra udlandet. Den danske scene bestod af navne som Kim Larsen, Lars Lilholt, Backseat Boys og Poul Krebs.
En misforståelse blandt mange er, at festivals-lørdagen i 1994 blev dagen hvor Nibe kom i Guinness Rekordbog. Nibe Erhvervskontor og en lang række af lokale foreninger stod bag verdens længste sildebord, 2.000 mennesker – deriblandt mange festivalgæster – sad omkring et 500 meter lang bord i Nibes centrum og skålede i snaps over en sildemad. Desværre blev rekorden aldrig noteret. Og i 2022 fik Lolland verdensrekorden, da radioprogrammet Ringdal og Kristensen på 24syv lavede et spektakulært arrangement.
1995
Efter to år med stigende omsætning samt stigende publikumstilstrømning, så fejlede optimismen eller selvtilliden ingenting op til den 11. Nibe Festival, hvor man for første gang lagde låg på antallet af gæster: 4.000 om dagen.
Endnu engang blev festivalen afviklet på Dyreskuepladsen i dagene 29. juni – 1. juli. I år skete der mange nye tiltag blandt andet campingområdet blev flyttet til Sandemans nærliggende marker, cocktailbaren ”Svinestien” så dagens lys samt spise og musikområderne blev adskilt.
Festivalens logo, den midaldrende lut-spillende gris, blev opdateret til en moderne udgave, og lutten blev erstattet af en guitar.
Nibe Festival havde hentet Smokie til musikscenen, men op til festivalen blev forsangeren Alan Barton trafikdræbt, men Smokie spillede alligevel til festivalen, med Mike Craft i front. Af danske navne spillede Lars Lilholt, Johnny Madsen, Allan Olsen og tv·2 som for første gang var på plakaten. I 1995 år blev der også afholdt medhjælperfest for at takke den enorme frivillige indsats.
1996
Den 12. Nibe Festival blev afviklet på Dyreskuepladsen i dagene 27. – 29. juni i 1996. Efter festivalens afholdelse havde de i 1996 en total omsætning på 3.234.484 kr. Festivalen blev afviklet i typisk dansk sommervejr, der både bød på sol, regn og blæst.
Dizzy Mizz Lizzy, Caroline Henderson og Gnags var repræsenteret til årets musikscene. Gnags havde stået på musikbookeren Jan Sandbergs ønskeliste i over 10 år, og da det skete, valgte han at sige farvel som aktivt medlem af festivalens ledelse. Peter Møller Madsen overtog jobbet som musikbooker til festivalen efterfølgende.
Derudover blev der i år dagligt lavet nyhedsbreve, løbesedler og foldere, der informerede gæsterne om slagets gang under festival forløbet. Peter Møller Madsen blev i 1996 desuden udnævnt til Årets Nibenit, som en påskønnelse af hans arbejde for Nibe.

#### Nibe Festival 1997 - 2002
1997
Festivalen i 1997 bød på flere fornyelser. Deriblandt udvidelsen med Måneskinshallen, hvor der blev præsenteret live-musik samt hørt tidens diskoteks-hits. Der blev kun solgt fadøl, og der var åbent indtil klokken fem om morgenen. Blandt de andre nyheder i 1997, blev der oprettet en internetcafé, Café Grynte og et børneland.
1997 blev også året hvor festivalen grundlagde traditionen med særlige arrangementer for pensionister og børn.
Allerede inden festivalen var der næsten udsolgt i forsalg, og fredag og lørdag måtte man melde alt udsolgt. Det betød at lige ved 13.000 gæster deltog i "Den Lille Fede". Atter engang slog festivalen omsætningsrekord med 3.796.363 kr, der satte prikken over i'et på et vellykket festival.
Navne som Sanne Salomonsen, Chris Jagger og Thomas Helmig spillede til årets festival, og i år kunne Nibe Festival også komme på listen over de ti største festivaler i Danmark.
1998
Nibe Festival i 1998 slog igen rekorder. 15.000 gæster besøgte festivalen, som skabte en omsætning på 4.500.000 kr.
På den 14. festival blev der præsenteret Mick Taylor og Beatles-kopibandet The Bootles som headliner, og af danske musikere spillede Den Gale Pose, Kashmir, tv·2 til årets festival.
Efter endnu en festival med stigende vækstpotentiale, besluttede man i bestyrelsen, at sige farvel Dyreskuepladsen og goddag til Skalskoven i Nibe til næste års festival.
1999
Premieren i de nye omgivelser i Skalskoven i 1999 blev udsat for 70 mm regn fordelt på de tre festivaldage, men det forhindrede ikke festivalen atter engang at slå rekorder. Omsætningen rundede 6 millioner kr. og ikke mindst gæsteantallet steg til 17.000 gæster fordelt over 4 dage.
Den store udendørsscene man havde brugt i 1991 på Nibe Station opstillede man i hjertet af Skalskoven, nemlig på Hestepladsen.
Nye områder kom til, deriblandt nye campingområder og der blev etableret et stort backstage-område. Stien igennem Skalskoven blev døbt til Junglestien, og langs stien dukkede flere madsteder og barer op.
Johnny Madsen, Zididada, Infernal, Sanne Salomonsen, Mark King og mange flere spillede til årets festival.
2000
I 2000 væltede regnen igen ned over festivalen, der blev anslået at der faldt over 100 mm vand i festivaldagene fra den 21. – 24. juni. Til trods for regnen omsatte Nibe Festival for 7 millioner kr.
Blandt årets nyheder var blandt andet baren Miss Piggy og Jernbanehotellet. Status Quo blev præsenteret til årets festival sammen med Gnags, D-A-D, Anne Linnet og mange flere.
2001
Festivalen 2001 blev afviklet i typisk dansk sommervejr, der vekslede mellem sol og regn. I år havde festivalen ikke så mange nyskabelser med, men for første gang kunne de godt 23.000 festivalsgæster anvende toiletter med træk og slip funktion.
Efter ulykken under Pearl Jams koncert hos Roskilde Festival, var Nibe Festival opmærksomme på at skabe de bedste trygge rammer for deres gæster hos festivalen. Sikkerheden var blevet væsentligt strammet op under koncerterne og på campingområdet.
Musikalsk spændte det igen meget bredt, det bød blandt andet på Runrig og Earl Thomas fra den udenlandske musikscene og fra den hjemlige musikscene stod Safri Duo, Sort Sol, Tim Christensen, Infernal og Shu-bi-dua klar.
Efter festivalen blev der i alt en omsætning på lidt over 8 millioner kr. Det blev igen til en ny omsætningsrekord for Nibe Festival.
2002
Den 18. festival blev den hidtil mest besøgte i festivalens historie. Samtidig kom der ny omsætningsrekord på omkring 9 millioner.
Hvert eneste hjørne på festivalens camping-områder var besat – og det samme var det nærliggende Sølyst Camping. Som noget nyt i 2002 lancerede festivalen Lux-Camp området. Lux-Campen blev anlagt i skoven et stykke væk fra den mest massive festivallarm, og gav blandt andet gæsterne den fordel, at der var lettere adgang til bad og toiletter samt strøm på alle pladser.
Musikalsk stod den blandt andet på Safri Duo, Saybia, Carpark North og C. V. Jørgensen. Med igen atter engang var Lars Lilholt, Allan Olsen og Johnny Madsen.

#### Nibe Festival 2003 - 2007
2003
I år kom der et nyt musikområde til festivalen, for første gang kunne man gå ind i et område lavet som en oase, der blev kaldt ”Hipperesevatet”. Senere også kendt som ”Resevatet”. Som udgangspunkt var den nye scene skabt til at give plads til de banebrydende toner fra 1960’erne og 1970’erne.
Spisestedet ”Ko og Kylling” samt baren ”De Tre Små Grise” blev også lanceret og yderligere camp området ”pIGLO” lejren, senere kendt som Grøn Camp. Filosofien i pIGLO lejren var at gæsterne sammen med billetten købte et iglo-telt, der allerede var slået op, når de ankom til festivalen – og som efter festivalen kunne beholdes.
Musikscenen bød blandt andet på Gnags, Poul Krebs, Kim Larsen, Nik & Jay, C21, Zididada, Kashmir, Lars H.U.G, Big Fat Snake og Carpark North. Fra udlandet spillede Runrig, Kaizers Orchestra og The Holmes Brothers.
2004
Efter successtarten med Hippiereservatet til sidste års festival (Nu omdøbt til Reservatet), tilføjede Nibe Festival i år Jazzhulen. Meningen men det nye område var at det skulle være et sted hvor man kunne hvile ørerne til afdæmpet musik, og hvor det var muligt at snakke sammen uden at blive overdøvet af musikken.Det blev taget godt imod både af det modne publikum men også af de unge.
Over 80 koncerter blev afholdt på de 5 scener. I løbet af festivalen spillede tv·2, Outlandish, The Raveonettes, Tim Christensen, Safri Duo, Tue West og Swan Lee. Øverst på årets plakat stod The Cardigans, og de fik følgeskab af blandt andre landsmændene Lisa Miskovsky. Omsætningen i år var omkring 11,7 millioner kr., der var det hidtil største omsætning hos Nibe Festival.
2005
2005-festivalen blev afviklet i dagene 29. juni til 2. juli i typisk dansk sommervejr, og med 25.000 gæster fordelt på festivaldagene. Omsætningen i år var på 12,5 millioner kr., der igen satte omsætningsrekord.
Flere nye tiltag så dagens lys deriblandt ”Madam Blå” på Hestepladen, der er en kaffebar indrettet i en gigantisk kaffekande. Udover Madam Blå kom der et nyt bar-område til, "Jägerhytten Ausfart", hvor konceptet var afterskiing-party.
I samarbejde med Studenterhuset i Aalborg, Nordjyske Medier og Spar Nord Fonden blev Rock Nord prisen for første gang uddelt til årets festival. Modtageren af den første Rock Nord pris blev bandet Oh No Ono.
Brian McFadden, Beth Hart og Ana Johnsson repræsenteret den udenlandske musikscenen, hvor fra den hjemlige spillede Thomas Helmig, Michael Falch, Infernal, Kashmir og Peter Sommer.
2006
Til årets festival blev der præsenteret mange store udenlandske såvel som danske navne. Simple Minds, Dan Baird And Friends of Georgia Satelites og Kaizers Orchestra spillede fra den udenlandske scene. Den danske musikscene bestod i 2006 af Magtens Korridorer, Kashmir, Saybia, Kim Larsen, Mew, Gnags og D-A-D.
Reservatet fik desuden en ansigtsløftning hvor udsmykningen blev lagt i hænderne på ”huskunstneren” Torvald Odgaard.
Rocktown blev også lanceret til årets festival, hvor der blev præsenteret en stribe rendyrkede rock-bands. I forbindelse med Rocktown sagde man farvel til Måneskinsscenen og Miss Piggy.
I år var der også kommet et kirketelt til festivalen, hvor dens funktion var at skabe en ”hyggestund med Jesus”.
Nibe Festival havde i 2006 besøg af godt 27.000 gæster fordelt over fire festivaldage. Der var nu også kommet flere campingområder til: Campen, Camp Rolighed, Grøn Camp og Lux Campen.
I 2006 rykkede administrationen af Nibe Festival ud fra Torvecaféen i Nibe og ned til J. Petersensvej – lige nedenfor Skalskoven.
2007
Den 23. udgave af Nibe Festival blev en meget våd festival. Alligevel præsterede Nibe Festival at tiltrække 27.650 gæster til festivalen, det var det største antal hidtil.
Selvom festivalen var præget af et par aflysninger til årets festival, spillede The Ark, Suede, Thin Lizzy og Brett Anderson fra den udenlandske scene. Fra den hjemlige spillede Lars Lilholt, Nik & Jay, Hanne Boel, Dúné, Volbeat, Nephew og Lis Sørensen. Mia Lyhne og Frank Hvam – kendt fra tv-comedy-serien ”Klovn”, var hyret til at styre løjerne på blå scene. Huxi Bach gav Frank Megabody en hånd med på Storscene.

#### Nibe Festival 2008 - 2009
2008
Selvom festivalen året før var præget af regnfuldt vejr, omsatte Nibe Festival i 2008 alligevel for 18 millioner kroner, hvor udenlandske navne som Sheryl Crow, Kent, The Rasmus og The Dreams spillede til årets festival. De danske kunstnere bestod af tv·2, Volbeat, Alphabeat, Gnags, Big Fat Snake, The Storm, L.O.C., Magtens Korridorer, Michael Falch og Dodo & The Dodos.
”Tacotown” så også dagen lys til årets festival i 2008, og festivalen kunne fejre at allerede i slutningen af 2007 at der var udsolgt til Lux Camp Nordjyske 2008.
2009
Den 25. Nibe Festival bød på masser af sol fra en skyfri himmel. Forsalget til festivalen slog alle rekorder, og allerede inden festivalens begyndelse var der fuldstændigt udsolgt.
Dermed nåede festivalen allerede i 2009 det mål, som den satte sig året før: senest i 2011 skulle der meldes alt udsolgt.Omsætning landede på godt og vel 20 millioner i 2009.
Nu var der over 100 koncerter fordelt over fire dage, hvor det blandt andet bød på udenlandske navne som Katy Perry, Amy MacDonald, Milow og Barrage. Derudover spillede Nephew, D-A-D, Aqua, Kim Larsen & Kjukken, Tim Christensen, Gnags, Carpark North og Spleen United.
I år kom ”Hjem-Øl Bilen" også til, som kørte rundt på Campen og solgte øl i kasser, dette blev en så stor succes at bilen stadig ruller derudaf i dag.